# Liste der Ständigen Vertreter der Vereinigten Staaten bei der NATO
Liste der Ständigen Vertreter der Vereinigten Staaten bei der Organisation des Nordatlantikvertrags (NATO) in Brüssel.

## Missionschefs
| Foto | Name                                 | Amtszeit                       |
| ---- | ------------------------------------ | ------------------------------ |
|      | William Henry Draper Jr.             | 1953–1953                      |
|      | John Chambers Hughes                 | 1953–1955                      |
|      | George Walbridge Perkins Jr.         | 1955–1957                      |
|      | Warren Randolph Burgess              | 1957–1961                      |
|      | Thomas Knight Finletter              | 1961–1965                      |
|      | Harlan Cleveland                     | 1965–1969                      |
|      | Robert Fred Ellsworth                | 1969–1971                      |
|      | David Matthew Kennedy                | 1972–1973                      |
|      | Donald Henry Rumsfeld                | 1973–1974                      |
|      | David Kirkpatrick Este Bruce         | 1974–1976                      |
|      | Robert Strausz-Hupé                  | 1976–1977                      |
|      | William Tapley Bennett Jr.           | 1977–1983                      |
|      | David Manker Abshire                 | 1983–1987                      |
|      | Alton Gold Keel                      | 1987–1989                      |
|      | William Howard Taft IV               | 1989–1992                      |
|      | Reginald Bartholomew                 | 1992–1993                      |
|      | Robert Edwards Hunter                | 1993–1997                      |
|      | Alexander Russell Vershbow           | 1997–2001                      |
|      | R. Nicholas Burns                    | 2001–2005                      |
|      | Victoria Jane Nuland                 | 2005–2008                      |
|      | Kurt D. Volker                       | 2008–2009                      |
|      | Ivo H. Daalder                       | 2009–2013                      |
|      | Douglas Edward Lute                  | 2013–2017                      |
|      | Kathryn Ann Bailey Hutchison         | 2017–2021                      |
|      | Julianne Smith                       | 2021–2024                      |
|      | Scott M. Oudkirk (Chargé d'affaires) | Oktober 2024 bis 3. April 2025 |
|      | Matthew G. Whitaker                  | seit 3. April 2025             |